# Aaron Tveit
Aaron Kyle Tveit (Middletown, 21 de outubro de 1983) é um cantor estadunidense e ator de teatro, TV e cinema. Ficou conhecido mundialmente ao interpretar o personagem Enjolras na versão cinematográfica do musical Os Miseráveis ao lado de Hugh Jackman, Russell Crowe e Anne Hathaway. Interpretou papel do agente do FBI Mike Warren na Série Graceland ao lado de Daniel Sunjata. Protagonizou o especial televisivo ao vivo Grease: Live!, um tributo ao clássico Grease: Nos Tempos da Brilhantina, como o icônico Danny Zuko.

## Carreira
Estudou na High School Middletown onde fazia parte das equipes de Golfe, Futebol e Basquete ao mesmo tempo que participava de todas as peças de teatro feitas pela escola. Terminou o ensino médio em 2001 e com a apoio da família deixou de lado bolsas para estudar Administração e Contabilidade para ingressar no Ithaca College para estudar performance vocal.
Após dois anos de estudo ele se juntou-se á turnê pelos Estados Unidos do Musical Rent de Jonathan Larson alternando entre os personagens Roger e Mark.  No ano seguinte, ele atuou como D'Artagnan em uma adaptação musical de Os Três Mosqueteiros. Ele também foi escalado para o papel de Link Larkin na turnê do Musical Hairspray o que marcou sua estreia na Broadway em 2006.
Na Broadway ele deu origem ao personagem Gabe Goodman no musical Next To Normal vencedor do Prêmio Pulitzer que lhe rendeu também vários prêmios e indicações. Em junho de 2008 estreou no papel de Fieyro no aclamado musical Wicked.
Em julho de 2009 começou a se preparar para viver no palco Frank Abagnale Jr em Catch Me If You Can, uma versão da Broadway do filme Prenda-me se for capaz de Steven Spielberg, o papel lhe rendeu vários prêmios, indicações e reconhecimento na mídia.
Na TV Tveit fez o papel de Tripp van der Bilt na série Gossip Girl que passa na emissora SBT, fez outras aparições em  séries como Betty a Feia, Lei e Ordem.
Em 2010 estrelou ao lado de James Franco no filme Howl uma biografia do escritor Allen Ginsberg. Fez apresentações do musical Rent no Hollywood Bowl como Roger par romântico de Vanessa Hudgens que fez o papel de Mimi.
Em 2012 fez o papel de Enjolras na versão cinematográfica do musical Os Miseráveis e apresentou uma canção junto ao elenco na 85th Academy Awards.
Em 2013 estrelou a série Graceland ao lado de Daniel Sunjata. Baseada em fatos, a série é centrada em um grupo de agentes federais que trabalham em diversas agências de segurança do governo, como FBI, Narcóticos e Proteção de Fronteiras, e se infiltram em meio á vários criminosos para desvendar crimes e prevalecer a lei, seus mundos se colidem quando são forçados a viverem juntos e disfarçados em uma mansão chamada Graceland em uma praia do sul da Califórnia.
Em setembro de 2013 lançou um CD na casa de shows de Nova York 54 Below, o álbum gravado ao vivo tem como título The Radio in My Head é uma coletânea no qual ele faz cover das músicas que marcaram sua vida, entre o repertório de mais de 20 canções estão When I Was Your Man de Bruno Mars e We Are Never Ever Getting Back Together de Taylor Swift. O álbum chegou a N º 6 na Billboard Top como Álbuns de gravações independentes.

## Filmografia

### Cinema
| Ano  | Título                | Papel          | Notas          |
| ---- | --------------------- | -------------- | -------------- |
| 2008 | Ghost Town            | Anestesista    |                |
| 2010 | Howl                  | Peter Orlovsky |                |
| 2011 | Girl Walks into a Bar | Henry          |                |
| 2012 | Premium Rush          | Kyle           |                |
| 2012 | Les Misérables        | Enjolras       |                |
| 2013 | A Dream of Flying     | O Jovem        | Curta-metragem |
| 2015 | Big Sky               | Pru            |                |
| 2016 | Better Off Single     | Charlie        |                |
| 2016 | Undrafted             | Maz            |                |
| 2017 | Created Equal         | Tommy Reilly   |                |
| 2018 | Out of Blue           | Tony Silvero   |                |

### Televisão
| Ano       | Título                            | Papel                    | Notas                               |
| --------- | --------------------------------- | ------------------------ | ----------------------------------- |
| 2009-2012 | Gossip Girl                       | Tripp van der Bilt       | 10 episódios                        |
| 2010      | Ugly Betty                        | Zachary Boule            | Episódio: "All the World's a Stage" |
| 2010      | Law & Order: Special Victims Unit | Jan Eyck / Stevie Harris | 2 episódios                         |
| 2011      | Body of Proof                     | Skip                     | Episódio: "Point of Origin"         |
| 2011      | The Good Wife                     | Spencer Zschau           | Episódio: "Executive Order 13224"   |
| 2013-2015 | Graceland                         | Agente Mike Warren       | 38 episódios                        |
| 2016      | Grease: Live!                     | Danny Zuko               | Filme de TV                         |
| 2016      | BrainDead                         | Gareth Ritter            | 13 episódios                        |
| 2017-2021 | The Good Fight                    | Spencer Zschau           | 3 episódios                         |
| 2019      | The Code                          | Matt Dobbins             | 5 episódios                         |
| 2020      | One Royal Holiday                 | James Gallant            | Filme de TV                         |
| 2021      | American Horror Stories           | Adam / Jay Gantz         | 2 episódios                         |
| 2021-2023 | Schmigadoon!                      | Danny Bailey / Topher    | 11 episódios                        |